# Funkhaus Wien

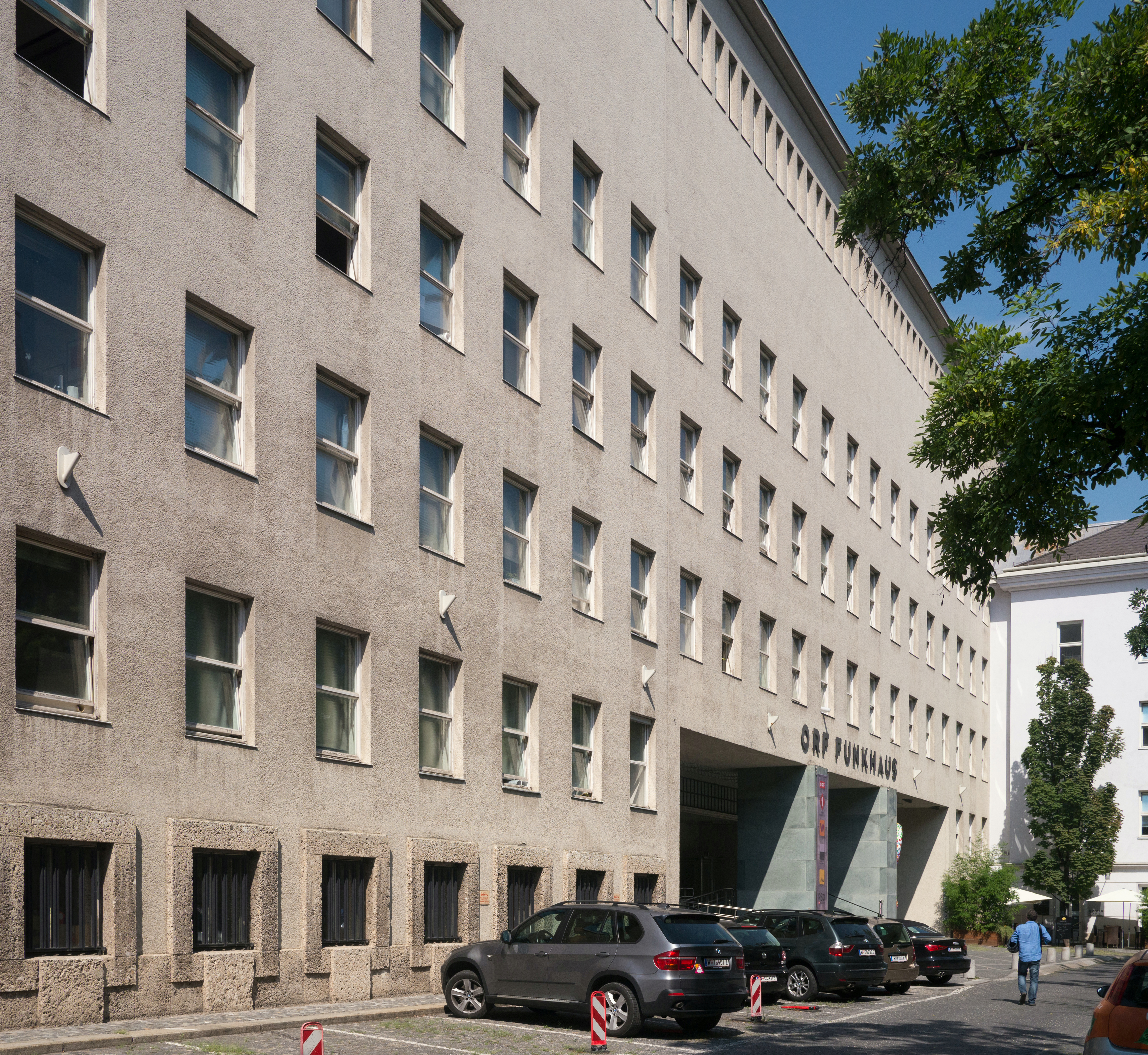
Haupteingang des Funkhauses in der Argentinierstraße

Das Funkhaus Wien, auch Funkhaus Argentinierstraße bezeichnet, ist das Sendegebäude des ORF in Wien und das älteste Funkhaus in Österreich. Es befindet sich im 4. Gemeindebezirk, Wieden, in der Argentinierstraße 30a.
Die Liegenschaft wurde im Juni 2016 bis auf die historischen Studios verkauft.

## Einrichtungen
Im Funkhaus Wien befindet sich das ORF-Landesstudio, das sowohl Radio Wien, das ORF-Regional-Programm des Hörfunks für Wien als auch Wien Heute auf ORF 2 ausstrahlt. Außerdem wird vom Funkhaus Wien der Sendebetrieb des österreichweiten Kultursenders Ö1 abgewickelt. Bis 2019 beherbergte das Gebäude auch den Jugendsender FM4, bis 1996 die Popwelle Ö3, bis 1982 das Landesstudio Burgenland und bis 2001 Radio Niederösterreich, von dem nur noch ein Schnittplatz im Gebäude erhalten ist.
Weiters waren im Gebäude die Studios für Radio 1476 untergebracht, das bis Ende 2008 auf Mittelwelle ausgestrahlt wurde. Das Funkhaus ist auch Heimstätte des Radio-Symphonieorchester Wien sowie des 1997 eröffneten ORF-RadioKulturhauses, in dem Konzerte stattfinden und auch aufgezeichnet werden. Neben dem Sendegebäude befindet sich das vom ORF an einen privaten Betreiber verpachtete RadioCafe.

## Geschichte
Das Gebäude in der Argentinierstraße wurde in den Jahren 1935–1939 unter Einbeziehung älterer Bausubstanz nach den Plänen von Heinrich Schmid und Hermann Aichinger  und unter Mitarbeit von Clemens Holzmeister im Auftrag des Vorgängers des ORF, der staatlichen RAVAG, errichtet. Keines der Tonstudios und keiner der beiden Sendesäle hat einen rechtwinkligen Grundriss. Sie weisen zur Verbesserung der Akustik ungleichseitige Vierecke als Grundriss auf. 
Der mehrstöckige Bau, in dessen hinterem Teil die Tonstudios liegen, grenzt an den Park des Theresianums.
Im Jänner und Februar 1945 wurde das Gebäude bombardiert und trug im hinteren Gebäudeteil große Schäden davon. Am 6. April 1945 wurde die letzte Sendung des Reichssenders Wien übertragen. Da auch der Sender Bisamberg von der abziehenden SS gesprengt wurde, konnte trotz beginnenden Wiederaufbaus der Sendebetrieb nicht gleich nach Kriegsende begonnen werden. Das Funkhaus lag in sowjetisch besetztem Gebiet, es wurde aber kein Besatzungssender eingerichtet. Am Dach wurde vorerst ein provisorischer Sendemast errichtet, der nur eine Sendeleistung von 30 Watt aufwies, aber bis Anfang 1946 auf 10 kW erweitert werden konnte. Es wurde über Mittelwelle und auch über Kurzwelle ausgestrahlt.
1979–1983 kam ein Erweiterungsbau nach den Plänen von Gustav Peichl hinzu.
Im Juni 1988 wurde der weltweit dritte volldigitalisierte Regieplatz nach der BBC und dem WDR in Betrieb genommen.

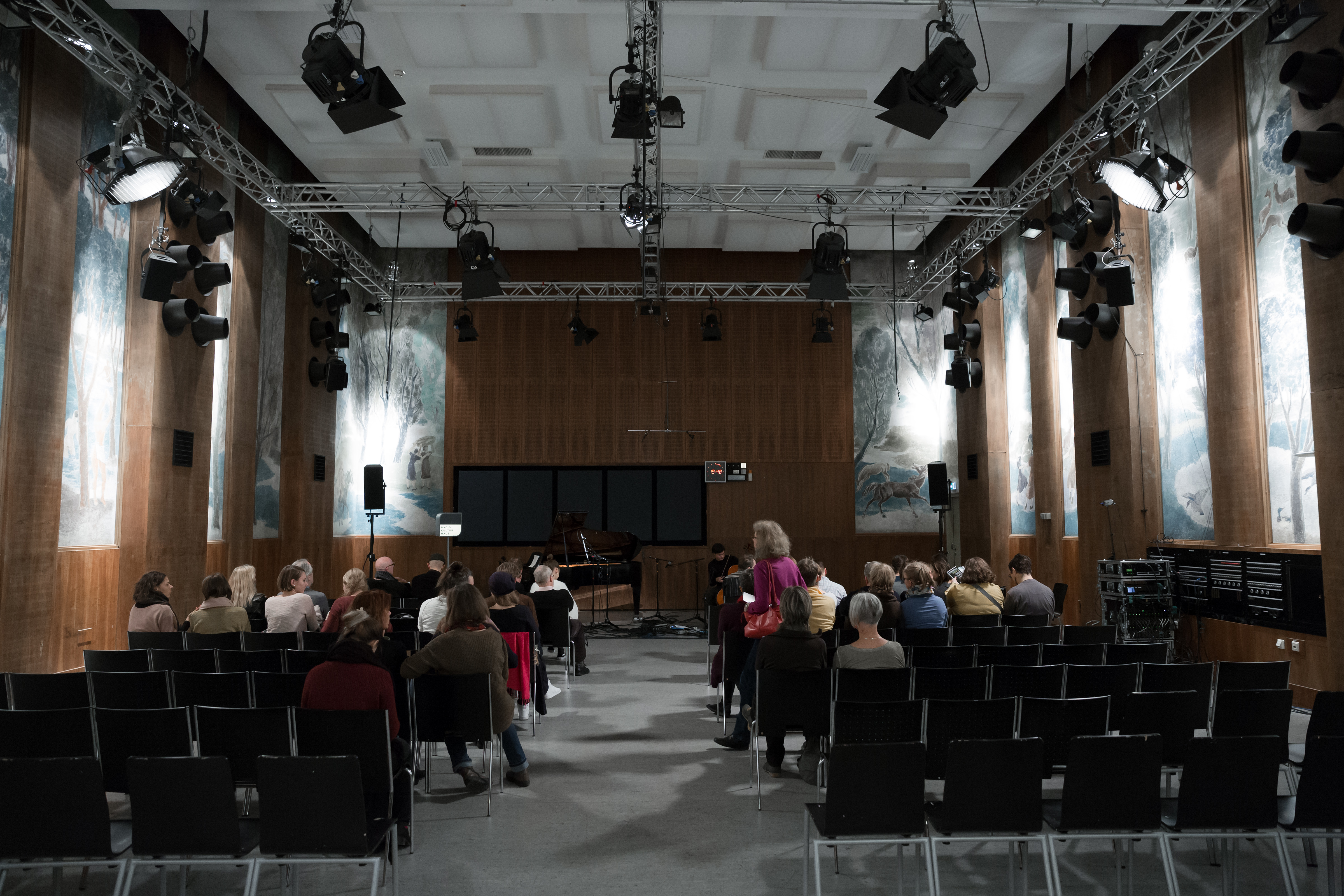
Studio 3 des RadioKulturhauses (2017)

Seit 1999 steht das Funkhaus Wien unter Denkmalschutz.
Im Oktober 2015 wurde das Funkhaus Wien im Zuge von Konsolidierungsmaßnahmen des ORF zum Verkauf ausgeschrieben. Die Aufgabe des zentralen Standorts und des geschichtsträchtigen Baus sowie die Verlegung der Aktivitäten in das peripher gelegene ORF-Zentrum Küniglberg trafen jedoch vor allem bei Künstlerinnen und Künstlern auf Widerstand. Im Juni 2016 wurde der Verkauf abgeschlossen und die Liegenschaft an die Rhomberg Gruppe verkauft. Die historischen Studios wurden nach ORF-Angaben nicht mitverkauft, sondern stehen dem ORF weiterhin zur Verfügung.

## Der große Sendesaal

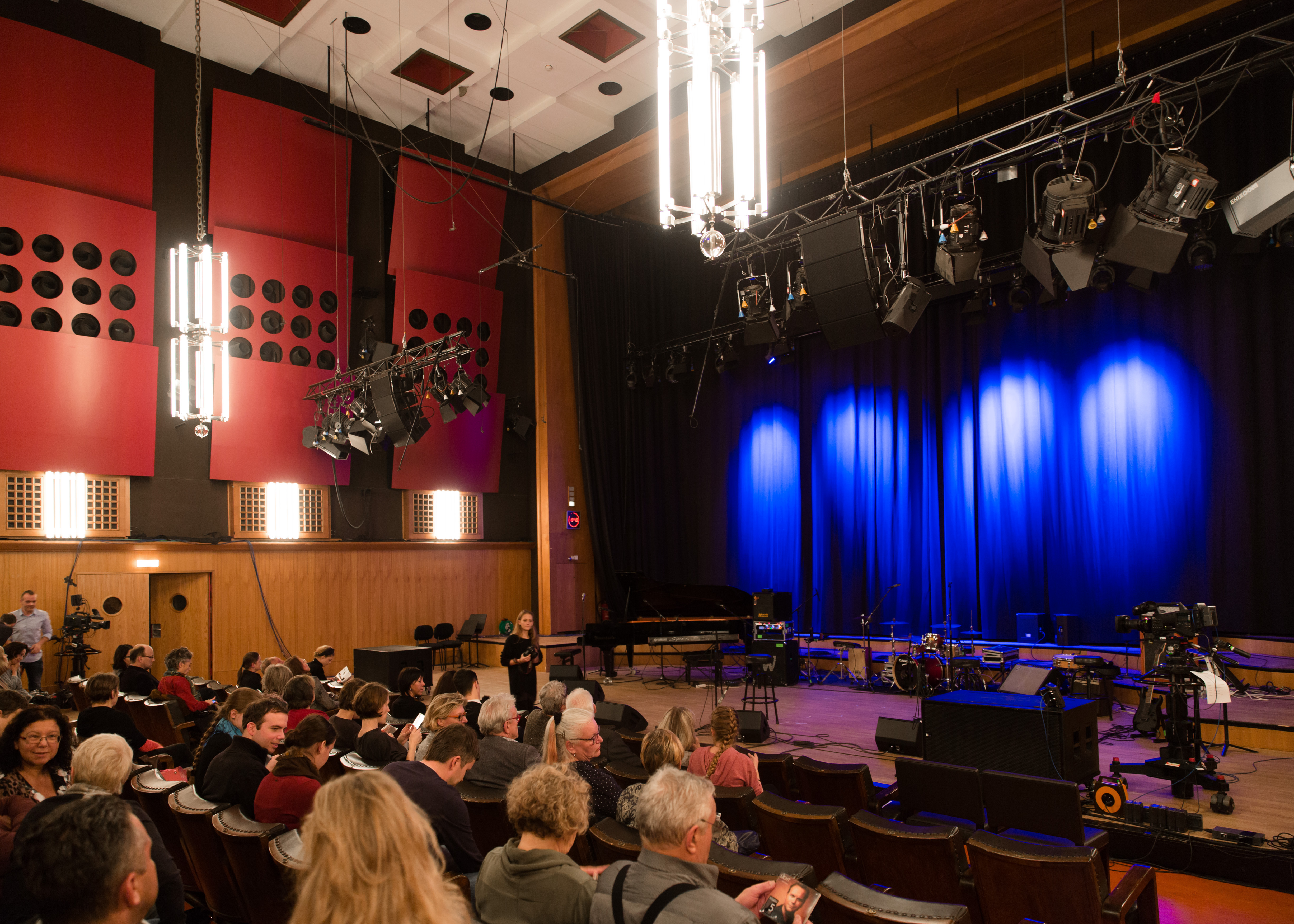
Großer Sendesaal (2015)

Die Firma Steinmeyer errichtete hier 1939 eine Orgel mit 4 Manualen, Pedal und 72 Registern. Aus dem großen Sendesaal, aus dem heute nur mehr einzelne Live-Sendungen übertragen werden, wurden früher bekannte Sendungen, wie Autofahrer unterwegs oder Was gibt es Neues? von Heinz Conrads übertragen. Auch Heinz Fischer-Karwin begann seine Karriere hier mit der Sendereihe Aus Burg und Oper. Nach wie vor in größeren Abständen, meist am Sonntagabend, stattfindende und in ORF Radio Ö1 live übertragene Veranstaltungen sind die Konzerte für Orgel und Vokalisten oder Instrumentalisten im Rahmen des Jeunesse-Orgelzyklus, in dem vorwiegend jungen Organisten Auftrittsmöglichkeiten geboten werden.
Die Bühne wurde im Laufe der Zeit vergrößert, da sie neben der 1983 neu erbauten Orgel von Karl Schuke mit 4 Manualen, Pedal und 60 Registern auch dem Radio-Symphonieorchester Platz bieten muss. Die alte Orgel war infolge der Aufstellung zweier Manualwerke an kalten Außenwänden verstimmungsanfällig, hinzu kamen Verschleißerscheinungen. Schuke integrierte einen Teil des Steinmeyer-Pfeifenwerkes in die neue Orgel.
Bemerkenswert sind ferner die Ledersitze, die im Gegensatz zu ähnlichen Veranstaltungsorten nicht klappbar sind, um keine zusätzlichen Geräusche zu verursachen.

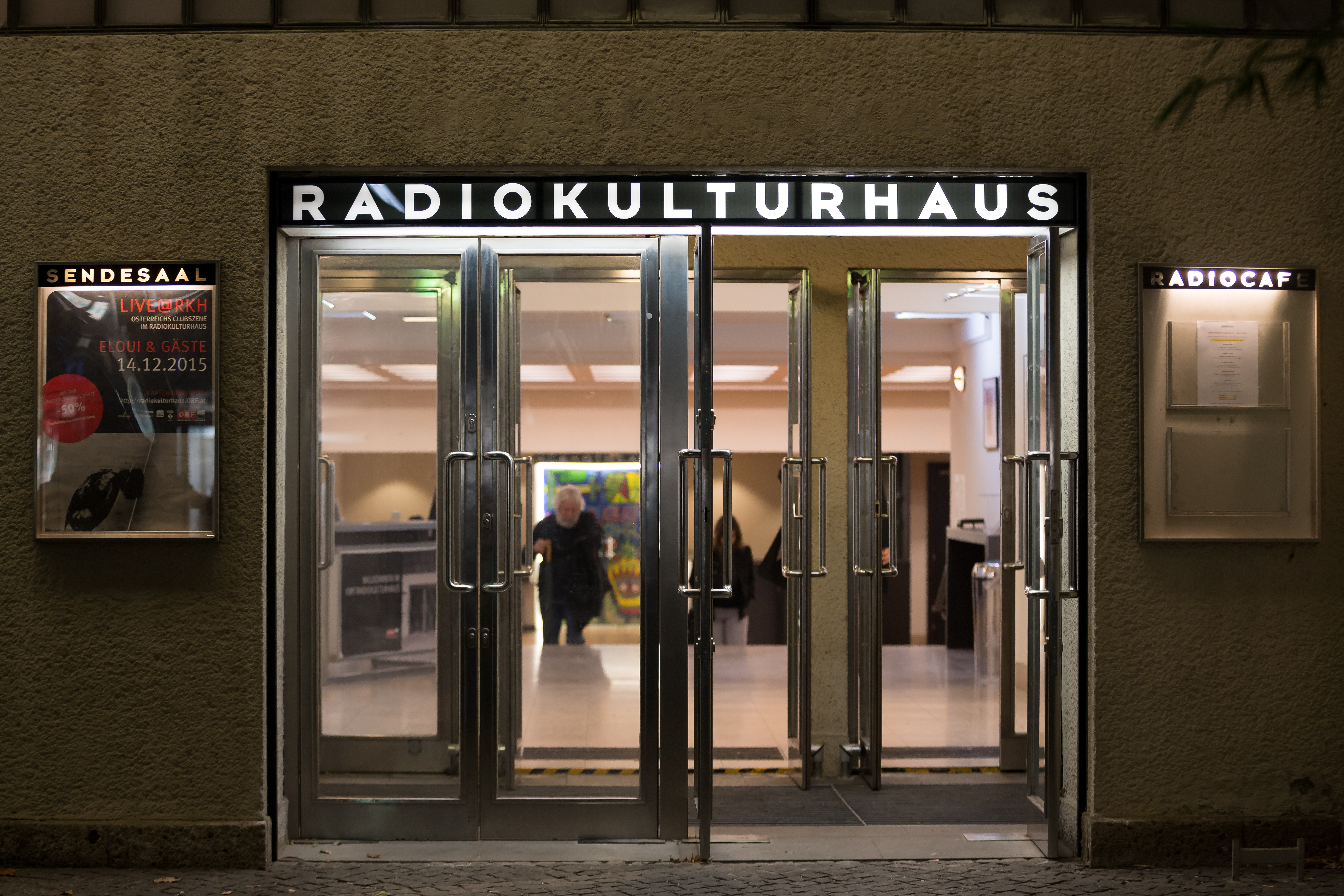
Eingang zum Radiokulturhaus

Im Gebäude werden regelmäßig Führungen durchgeführt, bei denen man unter anderem die Studioeinrichtungen besichtigen kann.